# 佐々木美佳子
佐々木 美佳子（ささき みかこ、12月22日 - ）は、日本の元アナウンサー。

## 来歴
新潟県栃尾市（現・長岡市）で生まれ、新潟市で育つ。
大学を卒業後、2000年にチューリップテレビ (TUT) に入社。同期に元同局アナウンサーの花村あづさがいる。
チューリップテレビを退社後、2005年から新潟放送 (BSN) の長寿ラジオ番組『ミュージックポスト』に出演。2007年3月に番組が終了するまでアシスタントを務め、その後継番組である『大倉修吾の縁歌劇場』にも引き続き出演していた。
2009年3月に新潟放送を退社。結婚し、子供を授かる。

## 担当番組

### チューリップテレビ
- エクスプレス（TBS） - 中継担当[2]
- ニュース[2]
- ニュースの森とやま - キャスター[4]

### 新潟放送
- ミュージックポスト（ラジオ） - アシスタント
- NFWAVE（テレビ）
- リフォームのつぼ（テレビ）[5]
- イブニング王国!（テレビ） - 月曜・火曜・水曜「イブニング王国！NEWS」担当[6]
- 大倉修吾の縁歌劇場（ラジオ）[6] - アシスタント